# Aveinte
Aveinte és un municipi de la província d'Àvila, a la comunitat autònoma de Castella i Lleó.

## Demografia
| 1991 | 1996 | 2001 | 2005 |
| ---- | ---- | ---- | ---- |
| 154  | 153  | 113  | 109  |